# 2018년 쑹위안 지진
2018년 쑹위안 지진(중국어: 2018年松原地震)은 2018년 5월 28일 중화인민공화국 지린성 쑹위안 시 닝장 구 마도우 잔에서 일어난 지진이다. 규모는 표면파 규모로 Ms5.7이며 모멘트 규모 Mw5.3이다. 인명피해는 보고되지 않았다.

## 피해
쑹위안 시 닝장 구에서 주택 1,500여채가 피해를 입고 일시적인 정전 피해를 입었다.